# Zdeněk Štich
Zdeněk Štich, plukovník v.v., (10. října 1928 Ostrava – 3. dubna 2013) byl český politický vězeň.

## Život
Narodil se v Ostravě v rodině obchodníka. Po maturitě nastoupil v roce 1947 na Vojenskou leteckou akademii v Hradci Králové, odkud byl ale v roce 1948 z politických důvodů vyloučen. V Ostravě se účastnil výroby a distribuce protikomunistických letáků. 
V roce 1949 byl zatčen a ve vykonstruovaném procesu odsouzen na deset let odnětí svobody; trest si odpykával nejprve v pracovním táboře Horní Bříza, posléze v jáchymovských uranových dolech.  Dne 15. října 1951 se účastnil hromadného útěku jedenácti vězňů z šachty č. 14 nedaleko Horního Slavkova. Útěk se skupině nezdařil, druhý den byl společně s dalšími uprchlíky ze skupiny chycen u vsi Stanovice. Po výslechu byl odvezen do vězeňské nemocnice v Plzni. Z jedenácti útěkářů přežili jen on a Karel Kukal, ostatní byli buď zastřeleni na útěku či odsouzeni k trestu smrti.
Brutální vyšetřování v jeho případě přineslo trvalé zdravotní následky – byl postižen trvalou poruchou paměti, kvůli které si nevzpomínal na nic ze svého života před 14. říjnem 1951. Ze zdravotních důvodů mu byla udělena milost, po částečném vyléčení se vyučil hodinářem. Přes třicet let pracoval v dílně jemné mechaniky v ostravské Nové huti.
Dne 28. října 2001 obdržel od prezidenta České republiky Václava Havla Medaili Za hrdinství.